# Opstanden i Ungarn
Opstanden i Ungarn var en ungarsk opstand rettet mod de sovjetiske besættelsesstyrker i Ungarn. Opstanden fandt sted mellem den 23. oktober og 4. november 1956. Opstanden blev slået voldsomt ned af sovjetiske tropper. Omkring 2000 ungarer blev dræbt i forbindelse med kampene. Mange flere tusinder blev såret, og omkring 200.000 mennesker flygtede fra landet. 

## Forløb
Opstanden i Ungarn begyndte om eftermiddagen den 23. oktober 1956, hvor byens studenter demonstrerede til støtte for Polen, hvor et folkeligt pres netop havde tvunget en stalinistisk regering fra magten. Demonstrationen fik tilslutning af tusindvis af mennesker, som marcherede til parlamentet, kaldt ud på gaderne via "Radio Frit Europa" og fra en varebil med højttalere på taget.
En studenterdelegation gik ind i rigsbygningen og forsøgte at få indfriet sine krav, men repræsentanterne blev i stedet anholdt. Da folkemassen udenfor krævede deres løsladelse, skød sikkerhedspolitiet mod demonstranterne. Nyheden om dette spredte sig hurtigt i byen og førte til voldelige optøjer rundt omkring i hovedstaden. I løbet af aftenen bølgede en hel række demonstrationer gennem gaderne i Budapest, kolossalstatuen af Josef Stalin blev væltet omkuld, voldsomme kampe ved Radiohuset kostede et par hundrede mennesker livet, og sovjetiske kampvogne kørte ind i byen for at genoprette roen.
Et par hundrede tusinde havde efterhånden sluttet sig til demonstrationen med et hovedkrav om, at reformkommunisten Imre Nagy blev genindsat som regeringschef. Han blev tidligt om morgenen den 24. oktober sat i spidsen for Ungarns stalinistiske regering.
Den 25. oktober skød sovjetiske kampvogne og den forhadte Statssikkerhedstjeneste direkte ind i en fredelig forsamling på Parlamentspladsen. Massakren udløste blodige gadekampe, der nu også blev rettet mod de sovjetiske kampvogne, som oprørerne i stort tal satte ud af spillet med benzinbomber. De sovjetiske myndigheder valgte efter nogle dage at trække kampvognene ud af Budapest.
Derefter spredte uroen sig til resten af Ungarn, og regimet faldt for det store pres. Tusindvis af mennesker organiserede sig i militser og kæmpede nu mod sikkerhedspolitiet og sovjetiske tropper om kontrollen over landet. Pro-sovjetiske kommunister og medlemmer af sikkerhedspolitiet blev ofte henrettet eller sat i fængsel, samtidig med at tidligere fanger blev løsladt og derefter bevæbnet. Spontant etablerede lokale råd overtog magten fra kommunistpartiet rundt omkring og krævede politiske forandringer. Den nye ikke-kommunistiske regering under Imre Nagy opløste sikkerhedspolitiet og erklærede, at den agtede at tillade frie valg.
Den 1. november erklærede Imre Nagy, at Ungarn havde opsagt sit medlemskab af Warszawa-pagten. Det var mere, end de sovjetiske myndigheder kunne gå med til. De strammede det militære greb om Ungarn, men forklarede det beroligende med, at de blot forberedte en militær rømning af landet.
Den 3. november aftalte Imre Nagys omdannede regering og de sovjetiske myndigheder, at de sovjetiske styrker skulle være ude af Ungarn den 15. januar 1957. Efter først at have annonceret sin vilje til at forhandle med den nye ungarske regering om en tilbagetrækning af tilbageværende sovjetiske styrker ændrede Politbureauet mening og sendte store styrker mod Ungarn. Seks timer senere – ved daggry søndag 4. november – invaderede Sovjetunionen Budapest og Ungarn, og under kampene, som fulgte, blev tusindvis af civile dræbt. Den organiserede modstand måtte give op den 10. november, og dette blev efterfulgt af massearrestationer, organiseret af Sovjetunionen og dennes sympatisører i Ungarn.
Imre Nagy nåede i sikkerhed i den jugoslaviske ambassade. Den 22. november forlod han ambassaden under løfte om frit lejde, men blev pågrebet af KGB (det hemmelige statspoliti) og sendt i fangeskab i Rumænien.

## Opstandens følger
Det anslås, at 200.000 ungarere flygtede fra landet. Af disse kom omkring 1.000 til Danmark. Inden januar 1957 var al offentlig opposition effektivt blevet knust. Sovjetunionens handlinger havde stor indflydelse på venstreorienterede kredse i Vesteuropa, og Ungarnopstanden fik mange vestlige marxister til at tage afstand fra sovjet-regimet. I Danmark udløste det en diskussion om forholdet mellem demokrati og socialisme, som blandet andet førtes i tidsskriftet Dialog. Senere førte det til, at Aksel Larsen dannede partiet Socialistisk Folkeparti for at signalere afstand til kommunismen. På samme tid blev kommunismens greb om Østeuropa styrket, da man havde set rækkeviden af en folkelig opstand.
Offentlig diskussion om opstanden i 1956 blev undertrykt i Ungarn i over 30 år, men siden 1980'erne har emnet været intenst studeret og debatteret. I dag er 23. oktober, dagen for opstandens begyndelse, nationaldag i Ungarn.